# Prince of Persia (série)
Prince of Persia é uma série de jogos eletrônicos do gênero plataforma e ação-aventura que foi criada por Jordan Mechner. Possuindo vários títulos, os jogos da série tem sido produzidos e distribuídos por várias empresas distintas. Os dois primeiros jogos da série, Prince of Persia e Prince of Persia 2: The Shadow and the Flame foram desenvolvidos pela Brøderbund. Depois a Ubisoft comprou a Propriedade intelectual do jogo e passou a produzir os jogos, tendo iniciado o seu trabalho com Prince of Persia: The Sands of Time (2003). Apesar de adotar o gênero de plataforma em 2D, a série evoluiu para jogos tridimensionais de aventura. Foi produzido também um filme baseado neste jogo de 2003.

## Histórico de lançamentos
| 1989 | Prince of Persia                                         |
| 1990 |                                                          |
| 1991 |                                                          |
| 1992 |                                                          |
| 1993 | Prince of Persia 2: The Shadow and the Flame             |
| 1994 |                                                          |
| 1995 |                                                          |
| 1996 |                                                          |
| 1997 |                                                          |
| 1998 |                                                          |
| 1999 | Prince of Persia 3D                                      |
| 2000 |                                                          |
| 2001 |                                                          |
| 2002 | Prince of Persia: Harem Adventures                       |
| 2003 | Prince of Persia: The Sands of Time                      |
| 2004 | Prince of Persia: Warrior Within                         |
| 2005 | Prince of Persia: The Two Thrones                        |
| 2005 | Battles of Prince of Persia                              |
| 2006 | Prince of Persia Trilogy                                 |
| 2007 | Prince of Persia Classic "Prince of Persia Rival Swords" |
| 2008 | Prince of Persia                                         |
| 2008 | Prince of Persia: The Fallen King                        |
| 2009 |                                                          |
| 2010 | Prince of Persia: The Forgotten Sands                    |
| 2010 | Prince of Persia: The Forgotten Sands (Wii)              |
| 2010 | Prince of Persia: The Forgotten Sands (DS)               |
| 2010 | Prince of Persia: The Forgotten Sands (PSP)              |
| 2011 |                                                          |
| 2012 |                                                          |
| 2013 | Prince of Persia: The Shadow and the Flame (remake)      |
| 2014 |                                                          |
| 2015 |                                                          |
| 2016 |                                                          |
| 2017 |                                                          |
| 2018 | Prince of Persia: Escape                                 |
| 2019 |                                                          |
| 2020 | Prince of Persia: The Dagger of Time                     |
| 2021 |                                                          |
| 2022 | Prince of Persia: Escape 2                               |
| 2023 |                                                          |
| 2024 | Prince of Persia: The Lost Crown                         |
| 2024 | The Rogue Prince of Persia (acesso antecipado)           |
| 2025 |                                                          |
| 2026 | Prince of Persia: The Sands of Time (remake)             |

Após o lançamento do primeiro jogo em 1989, Jordan Mechner criou a sequência em 1995 para DOS, Prince of Persia 2: The Shadow and the Flame. Em seguida, o mesmo jogo foi lançado para Macintosh, Mega Drive e Super Nintendo. Ele foi uma inovação em relação ao primeiro jogo, mas não alcançou tanto sucesso. Foi então previsto o lançamento de um terceiro título, que nunca foi concluído. Em 1999, numa tentativa de relançar a série, Prince of Persia 3D foi lançado para PC, tendo sido produzido por um grupo de programadores que tiveram a autorização de Mechner e contando com gráficos tridimensionais, mas com uma jogabilidade considerada ruim.
Mais tarde, a Ubisoft comprou os direitos da série e iniciou a produção de mais um título: Prince of Persia: The Sands of Time, que foi lançado em 2003. O jogo continha gráficos tridimensionais "sólidos" e uma história bem elaborada. No ano seguinte, Prince of Persia: Warrior Within foi lançado como a sequência do primeiro, possuindo gráficos refeitos, história mais sombria e novos movimentos de ataque, dava margem para um terceiro título, como continuação das duas histórias passadas. No ano de 2005, a empresa lançou o Prince of Persia: The Two Thrones, que fechou a trilogia "Sands of Time". Recentemente, a Ubisoft lançou mais um título da série cujo nome é tratado somente como Prince of Persia. Este não possui ligação alguma com a trilogia anterior, e possui um DLC, o Prince of Persia Epilogue, uma expansão que esta disponível para PlayStation 3 e Xbox 360.
No dia 18 de março de 2010, foi lançado o jogo Prince of Persia: The Forgotten Sands. Ele é uma sequencia direta do jogo "As areias do tempo" (Sands of time) lançado em 2003. Os acontecimentos do game se passam entre o Prince of Persia: The Sands of Time e o Warrior Within.
Em Janeiro de 2013, o CEO da Ubisoft Montreal, Yannis Mallat, afirmou que a franquia está em pausa, para evitar que se esgote rapidamente.

## Lista de jogos

### Série principal
| Título                                       | Ano                      | Produtora(s)                             | Distribuidora(s)                        | Plataformas |
| -------------------------------------------- | ------------------------ | ---------------------------------------- | --------------------------------------- | --- |
| Prince of Persia                             | 1989                     | Brøderbund/NCS                           | Brøderbund, Konami                      | Apple II, MS-DOS, Amstrad CPC, GB, GBC, NES, Commodore Amiga, Atari ST, ZX Spectrum, Mac OS, SNES, Mega-CD, Mega Drive, Game Gear, GameCube (como parte de Prince of Persia: The Sands of Time), XBLA, PSN, iPhone (com o nome de Prince of Persia Retro) |
| Prince of Persia 2: The Shadow and the Flame | 1994                     | Brøderbund                               | Brøderbund                              | MS-DOS, Mac OS, SNES, Xbox (como parte de Prince of Persia: The Sands of Time) |
| Prince of Persia 3D                          | 1999                     | Red Orb Entertainment/Avalanche Software | The Learning Company/Mattel Interactive | Microsoft Windows, Dreamcast |
| Prince of Persia: The Sands of Time          | 2003                     | Ubisoft Montreal                         | Ubisoft, SCEJ                           | PlayStation 2, Xbox, GameCube, Game Boy Advance, Microsoft Windows, Celular |
| Prince of Persia: Warrior Within             | 2004                     | Ubisoft Montreal                         | Ubisoft                                 | Xbox, GameCube, PlayStation 2, Microsoft Windows, Celular e iPhone |
| Prince of Persia: The Two Thrones            | 2005                     | Ubisoft Montreal                         | Ubisoft                                 | GameCube, PlayStation 2, Xbox, Mac OS X, Microsoft Windows, Celular |
| Prince of Persia: Ghosts of the Past         | 2008                     | Ubisoft Montreal                         | Ubisoft                                 | PlayStation 3, Xbox 360, Microsoft Windows, Mac OS X, Celular |
| Prince of Persia: The Forgotten Sands        | 2010                     | Ubisoft Montreal                         | Ubisoft                                 | PlayStation 3, Xbox 360, PSP, PC, Nintendo Wii, Nintendo DS, PC Microsoft Windows, Celular. |
| Prince of Persia: The Lost Crown             | 2024                     | Ubisoft Montpellier                      | Ubisoft                                 | PlayStation 4, PlayStation 5, Xbox One, Xbox Series X, Nintendo Switch e PC |
| The Rogue Prince of Persia                   | 2024 (acesso antecipado) | Evil Empire                              | Ubisoft                                 | PC |

### Spin-offs e remakes
| Título                                     | Ano  | Produtora             | Distribuidora | Plataforma(s)               |
| ------------------------------------------ | ---- | --------------------- | ------------- | --------------------------- |
| Battles of Prince of Persia                | 2005 | Ubisoft Montreal      | Ubisoft       | DS                          |
| Prince of Persia Revelations               | 2005 | Pipeworks Software    | Ubisoft       | PSP                         |
| Prince of Persia Classic                   | 2007 | Gameloft              | Ubisoft       | XBLA, PSN, Celular          |
| Prince of Persia: Rival Swords             | 2007 | Pipeworks Software    | Ubisoft       | PSP, Wii                    |
| Prince of Persia: The Fallen King          | 2008 | Ubisoft Montreal      | Ubisoft       | DS                          |
| Prince of Persia: The Sands of Time Remake | 2026 | Ubisoft Pune e Mumbai | Ubisoft       | PlayStation 4, Xbox One, PC |

## Filme
- Em 2010 foi lançado o filme Prince of Persia The Sands of Time. Ele foi baseado no jogo de mesmo nome.